# René Magritte
René François Ghislain Magritte (21. listopadu 1898 Lessines – 15. srpna 1967 Brusel) byl belgický surrealistický malíř. Ve svém díle řešil problematiku vztahu obrazu, zobrazovaného předmětu a jeho pojmenování.

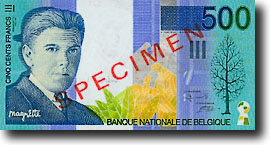
Belgická bankovka v hodnotě 500 bfr s vyobrazením Reného Magritte

## Život
Magrittovo rodiště Lessines je malé město v Henegavsku. Jeho otec, Léopold Magritte, zde byl krejčím, matka Adeline modistkou. Manželům se postupně narodili ještě dva další synové, Raymond (* 1900) a Paul (* 1902). Rodina se v době Magrittova dětství často stěhovala, neopustila však oblast hnědouhelné pánve. Roku 1910 žila v Chatelet, kde se René Magritte začal malbě a kreslení pravidelně věnovat. Zde také v roce 1912 jeho matka spáchala sebevraždu – utopila se v řece Sambre. René viděl, jak utonulou až po několika týdnech vytahovali z vody. Přes obličej měla přetaženou košili a někteří kritici se proto domnívají, že tento zážitek se odráží v Magrittových obrazech milenců se zahalenými obličeji. Následujícího roku po matčině sebevraždě se rodina přestěhovala do blízkého Charleroi. Magritte se v té době stává vášnivým návštěvníkem kina a čtenářem. Byl zaujatý zejména knihami Roberta Louise Stevensona, Edgara Allana Poa či Gastona Lerouxe. Jeho nejoblíbenější filmovou postavou byl Fantomas. Imponovala mu jeho postava člověka bez identity, konajícího proti zavedenému řádu a uctívaného právě pro své zločiny. V Charleroi na trhu se v roce 1913 seznámil s o tři roky mladší Georgette Bergerovou († 1986), s níž se náhodou roku 1920 opět potkal v Bruselu. Dva roky nato si tuto ženu, která mu stála modelem pro mnohé z jeho obrazů, vzal.
V letech 1916–1919 studoval na Královské akademii múzických umění v Bruselu. Již v průběhu studia na Akademii se Magrittovy obrazy objevily na některých výstavách a v uměleckých časopisech. V roce 1919 mu jeho přítel Victor Bourgeois uspořádal výstavu ve své nově otevřené galerii v Bruselu. Během studií vstřebával Margitte podněty ze soudobých avantgardních směrů: kubismu a futurismu. Protože malováním se neuživil, pracoval od roku 1921 jako kreslíř v továrně na výrobu tapet a přivydělával si návrhy plakátů a reklam. Stýkal se s belgickými surrealistickými literáty Marcelem Lecomtem, Camille Goemansem, E. L. T. Mesensem, Paulem Nougé, Louisem Scutenaire, malířem Victorem Servranckxem a hudebním skladatelem André Sourisem. Ti ustavili Společnost tajemství, k níž Magritte v roce 1926 přistoupil. Je to období jeho intenzívní práce: Jen v roce 1926 namaloval Magritte kolem 60 obrazů.

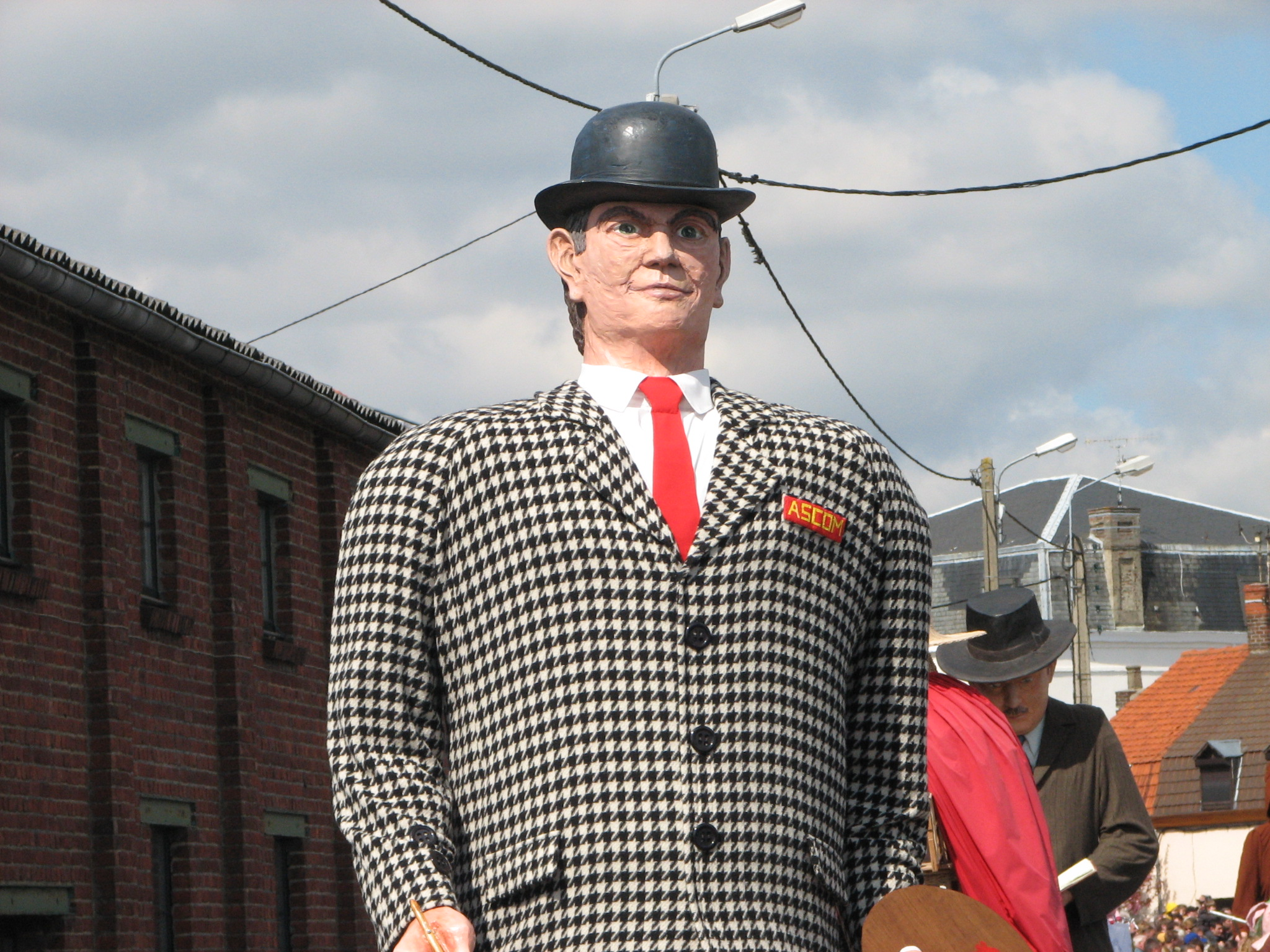
Magrittova socha v jeho rodišti Lessines

V roce 1927 se Magritte rozhodl usadit se v centru surrealismu, v Paříži. S Bruselem se rozloučil v dubnu první samostatnou výstavou (nepočítáme-li amatérsky připravenou studentskou) v galerii Le Centaure. V říjnu toho roku odjel do Francie a spolu s manželkou se usadili v Le Perreux-sur-Marne, pár kilometrů východně od Paříže. Až do svého návratu do Bruselu se zúčastňoval pravidelných setkání pařížské surrealistické skupiny v Café Cyrano na Place Blanche. André Breton i Paul Eluard Magritta znali; od roku 1925 se spolu s Mesensem, Arpem, Picabiou, Schwittersem, Tzarou a Rayem podílel na vydávání časopisů Œsophage (Jícen) a Marie.
Hned od počátku svého pařížského pobytu o sobě Magritte dával vědět. V roce 1928 se zúčastnil skupinové výstavy surrealistických umělců v galerii, kterou si v Paříži otevřel jeho belgický přítel Goemans. Roku 1929 poznal v Paříži Salvadora Dalí. Léto toho roku pak strávil spolu s ním a Joanem Miró, Buñuelem, Eluardem a Goemansem v Cadaqués, katalánském letovisku pravidelně vyhledávaném umělci. V roce 1930 se podílel na výstavě surrealistických koláží v galerii Goemans, ještě téhož roku se ale vrátil domů, do Bruselu. Jako hloubavému, serióznímu a v provincii vyrostlému člověku, navíc s nejistým ekonomickým zázemím, mu nákladný život s bohémsky založenými pařížskými přáteli příliš nevyhovoval. Navíc se – dočasně – názorově nepohodl s hlavou pařížských surrealistů, André Bretonem.
I v Belgii ale probíhala velká hospodářská krize, navíc zkrachoval jeho galerista, a tak byli Magrittovi bez prostředků. René proto se svým mladším bratrem Paulem založil Studio Dongo, zaměřené na reklamu. Pomohl mu i přítel Mesens, který od něj zakoupil 11 obrazů. V Bruselu v ulici Esseghem č. 135 žil Magritte životem spořádaného měšťana. Nelze ani s jistotou říci, zda maloval rád. Poté, co si obraz promyslel a zpřesnil jeho podobu pomocí malých skic, nemíval chuť dotvářet ho na plátně. Raději odcházel do své oblíbené kavárny Greenwich, kde hrával šachy. Nikoliv na takové úrovni, jako Duchamp (který v tomto odvětví dokonce reprezentoval Francii), ale prý stejně náruživě.
Ve 30. letech se Magrittovi podařilo definitivně prorazit i v cizině. Kromě výstav v Bruselu se jeho dílo prezentovalo na samostatných výstavách v New Yorku a Londýně, symbolické smíření s francouzskými surrealisty představovala společná výstava v galerii pařížské Pierre roku 1933.
Jako většina surrealistických umělců byl i Magritte levicového smýšlení. Celkem třikrát vstoupil do komunistické strany: 1932, 1936 a 1945. Pokaždé se ale jednalo o několikatýdenní záležitost. Magrittovi bylo cizí jakékoliv doktrinářství i realismus, který belgičtí komunisté v umění prosazovali. Roku 1956 obdržel Guggenheimovu cenu pro Belgii.

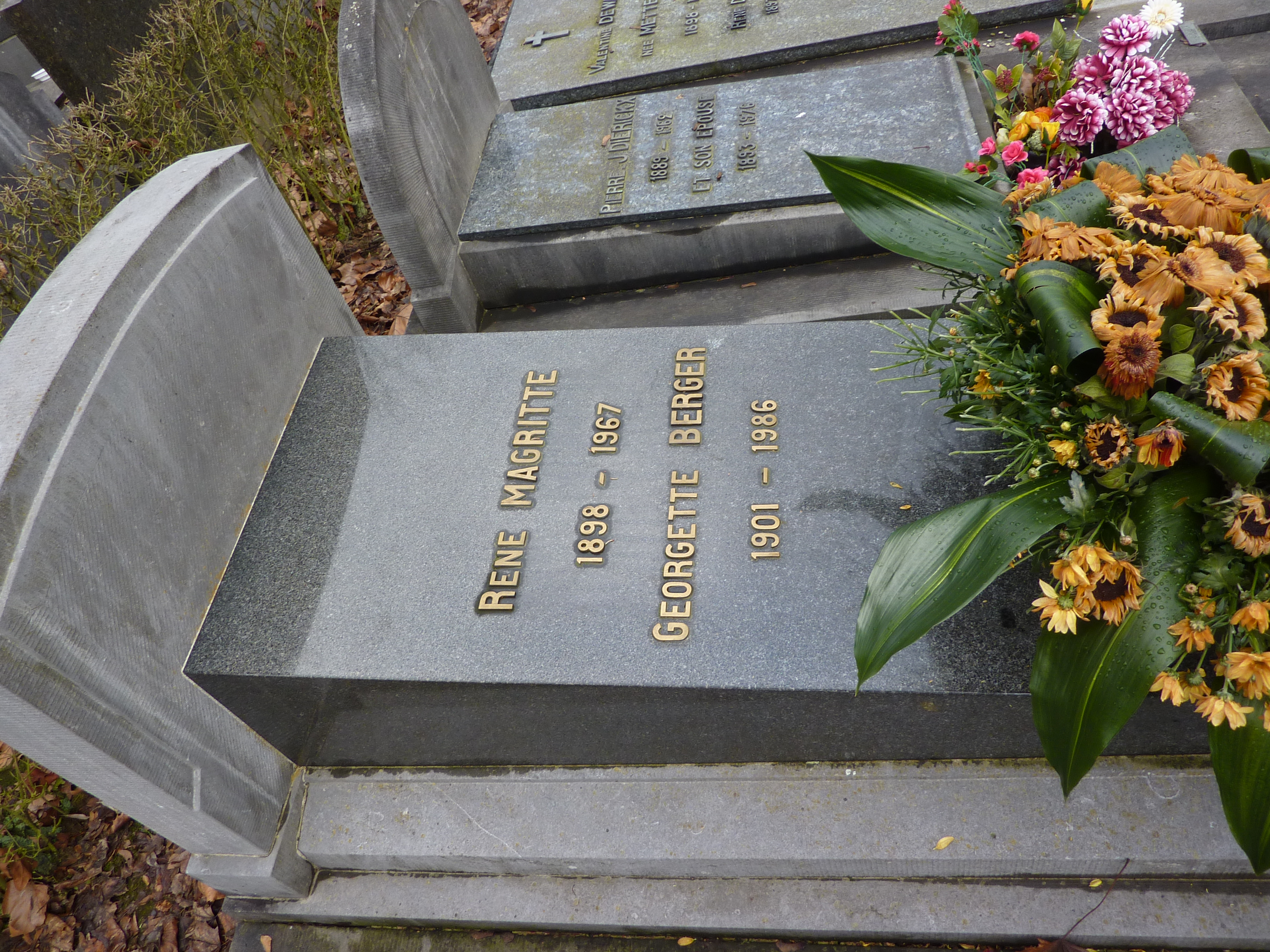
Magrittův hrob na hřbitově v Schaerbeeku

V roce 1957 se Magrittovi přestěhovali do útulného domu v bruselské čtvrti Schaerbeek. Magritte zemřel 15. srpna 1967 na rakovinu slinivky. Je pochován na hřbitově v Shaerbeeku. Jeho manželka Georgette ho následovala roku 1986.

## Dílo

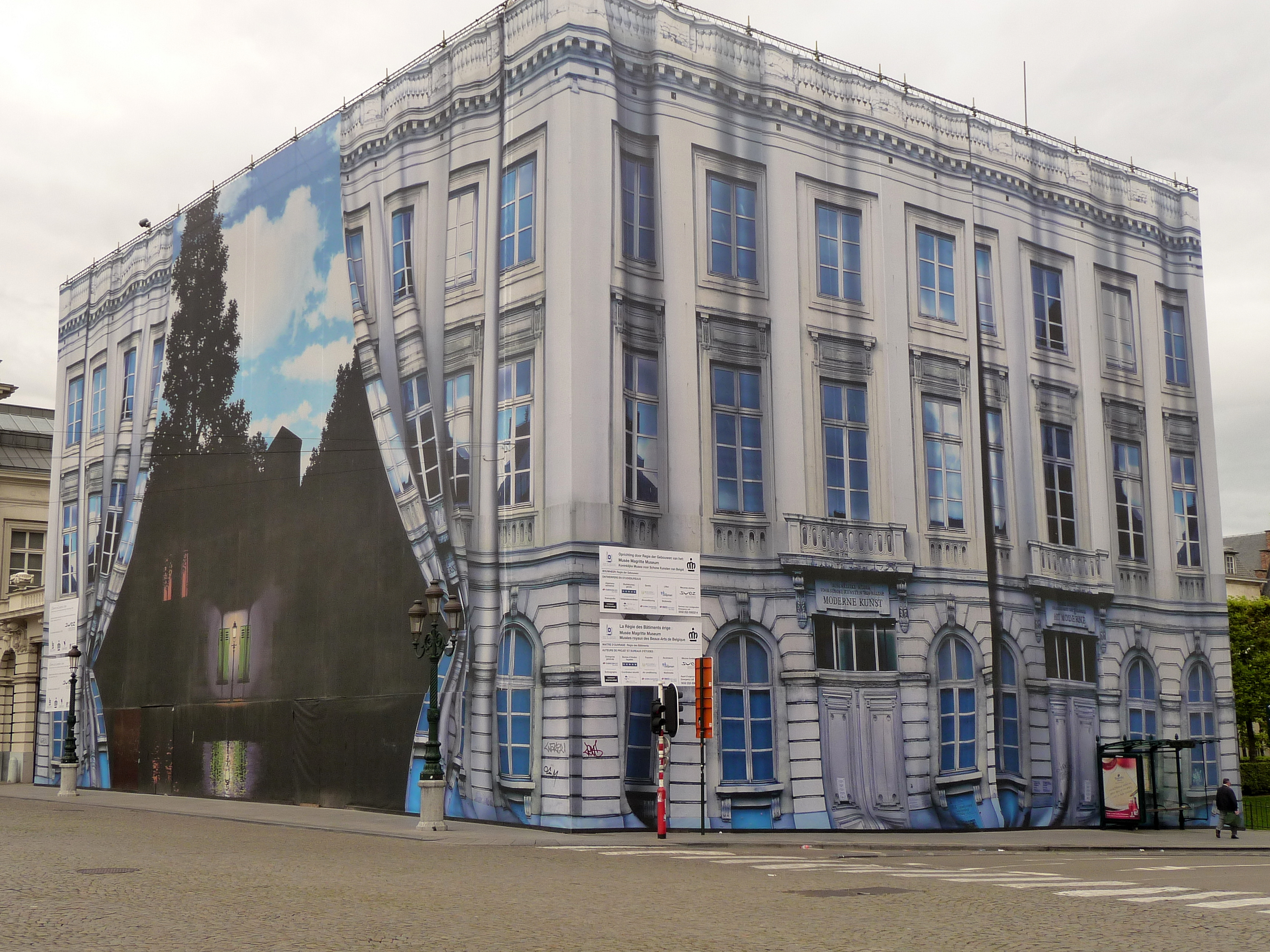
Budova Musée Magritte (Musées royaux des Beaux-Arts de Belgique) stylově ozdobená při otvírání nové instalace v roce 2008

Dnes je chována jedna z největších sbírek Magrittova díla v Musée Magritte (tedy muzea spadajícího pod bruselské Musées Royaux des Beaux-Arts de Belgique), vytvořeného z odkazu Irène Hamoir (manželky Louise Scutenaire). Část díla a domácnost manželů Magrittových jsou vystaveny v Musée René Magritte v jejich starém domě v Jette (Brusel). Další instituce chovající důležitější malířova díla patří Museum voor Schone Kunsten v Gentu, Museum Boijmans Van Beuningen v Rotterdamu, Muzeum moderního umění (Museum of Modern Art) v New Yorku a Art Institute of Chicago.
Jeho první obrazy z let 1918–1920 vznikaly pod dojmem kubismu a futurismu V roce 1922 mu básník Marcel Lecomte ukázal reprodukce obrazů Giorgia de Chirico. Byl to zejména jeho slavný obraz Píseň lásky, který na Magritta zapůsobil. Od té doby zcela změnil náhled na malířství. Začal malovat obrazy, které měly blízko k surrealismu. Za svůj první podařený obraz v tomto duchu považoval Ztraceného žokeje z roku 1926. Jako u většiny malířů prošla i Magrittova tvorba několika vývojovými stádii. Pro dějiny výtvarného umění je ale nejvýznamnější tvorba z let 1925–1943, kdy se řadil k surrealistům. Většina umělců patřících k tomuto uměleckému směru využívá ve své tvorbě sen, podvědomí, automatismus. Magritte naproti tomu patří k těm, pro něž je prioritní myšlenka. Klade vedle sebe zdánlivě nesourodé předměty a staví je do neočekávaných souvislostí. Jeho obrazy jsou na první pohled velmi jednoduché, avšak druhý pohled nutí diváka oprostit se od konvenčního myšlení a vnímání světa. Často se zakládají na rozporu mezi předmětem a jeho zobrazením, jejich konfrontace je výsměchem racionálnímu uvažování. Příkladem může být jedno z jeho nejslavnějších děl La trahison des images (Zrádnost obrazů) – veristický obrázek dýmky, pod kterým je nápis: „Toto není dýmka“. Mohlo by se zdát, že nápis a obraz si protiřečí, ale není tomu tak. Malba je pouze obrazem dýmky, nejedná se o dýmku jako skutečný předmět. Magritte se skrze své malby snaží postihnout samotnou podstatu tvorby, jeho díla nejsou pouhým zobrazením určité věci, ale zobrazením umělcovy myšlenky a tvůrčího aktu. Důkazem tohoto pojetí může být Magrittův obraz Jasnozřivost z roku 1936, na němž vidíme malíře, před kterým leží na stole jako model vejce. Na plátně je ale pták s roztaženými křídly. Jiný obraz, La Reproduction interdite (Zakázaná reprodukce), zase ukazuje muže dívajícího se do zrcadla. V zrcadle se však odráží jeho záda, nikoliv obličej. Podobně je tomu i s výtvarným uměním: Malba není zrcadlem viděné skutečnosti, snaží se zobrazit to, co se za ní skrývá. Magrittovy obrazy jsou plné fantastična, ale i humoru, sarkasmu a vtipu. Magritte byl sečtělý v oblasti moderní filozofie. Ptá-li se, zda je slovo či výraz jediným možným pojmenováním určité konkrétní věci, a jaký je vztah mezi touto věcí a jejím zobrazením, je možné v tomto tázání spatřovat ohlas četby nejen Husserla a Heideggera, ale i Platóna.
Další tvůrčí období je vymezeno roky 1943–1948. Náhle se na Magrittových obrazech objevují prvky, které jsou známé z díla impresionistů. Plátna jsou zalitá sluncem, mají erotický nádech, paradoxní zobrazování reality však zůstává. Tento obrat byl způsoben prožitkem války. Období je nazýváno slunečním nebo renoirovským. V roce 1948 následovalo tříměsíční tzv. „période vache“ (kravské období). Magritte paroduje manýru fauvistů, obrazy jsou extravagantní, barvy agresivní a křiklavé. Za šest neděl namaloval Magritte v tomto stylu 40 obrazů, ke kolekci sepsal katalog Scutenaire (Les pieds dans le plat). Obrazy Magritte namaloval na základě prvního oficiálního pozvání na výstavu v Paříži. Výrazně rustikální motivy obrazů a katalog psaný silně nářeční francouzštinou (spolu s názvem katalogu by bylo možné přeložit Šlápnout do toho, implicitně „do hovna“) nepokrytě útočil na šovinistický pohled Pařížanů na Belgičany (byli to pro ně neotesaní sedláci). Scuttenaire později přiznal, že skutečně nechtěli Pařížany okouzlit, ale spíše pobouřit. Silně konfrontační styl periody vaché, který u Magritte ani dříve neměl obdobu, výstavou skončil a v roce 1948 se vrátil ke stylu z 20. a 30. let.
Magritte byl ale činný i v jiných oblastech výtvarného umění. Působil jako ilustrátor knih i časopisů. Začátkem 40. let přispíval texty a ilustracemi do surrealistických časopisů L'Invention collective (Kolektivní invence) a La chaise de sable (Židle z písku) a do vydání Éluardovy sbírky Les nécessités de la vie et les conséqences des rêves (Nezbytnosti života a důsledky snů) z roku 1946 navrhl 12 ilustrací. V roce 1948 doprovodil 77 ilustracemi Lautréamontovy Zpěvy Maldororovy. Prosadil se i v oblasti nástěnné malby. Z 8 obrazů, opakujících známé motivy z jeho předchozích pláten, je složena jeho výzdoba jídelny kasina v Knokke-le-Zoute. Realizace tohoto Magrittova návrhu, nesoucího název Začarovaná říše, byla provedena roku 1953. Pro Palais des Beux-Arts v Charleroi, kde prožil podstatnou část mládí, navrhl roku 1957 nástěnný obraz Nevědoucí víla. Rovněž nástropní výzdoba Královského divadla v Bruselu je jeho dílem. Na konci života se letmo dotkl i sochařství. Bylo to v důsledku revmatismu, který mu neumožnil malovat. V roce 1967 ještě stačil vytvořit a signovat 8 voskových modelů pro plastiky na motivy svých obrazů. Odlévaly se ve Veroně, jejich výslednou podobu už Magritte nespatřil.
Magritte také v několika různých obdobích formuloval svoje umělecké zásady písemně. Spolu s malířem Victorem Servranckxem sepsali roku 1922 manifest s názvem Čisté umění – obrana estetična. Dva roky nato uveřejnil časopis 391, vydávaný Francisem Picabiou, jeho Aforismy. V roce 1929, v době svého pařížského pobytu, mu v časopisu La révolution surréaliste vyšel článek Slova a obrazy. Do novin belgické komunistické strany Le Drapeau rouge (Rudá vlajka) napsal oslavný článek o malíři Jamesi Ensorovi. Do katalogu své bruselské retrospektivy z roku 1954 přispěl autobiografií. V 60. letech spolupracoval s belgickým časopisem Rhétorique.
Protože na reprodukce Magrittova díla nemá Wikipedie licenci, lze se s jeho obrazy seznámit na některém z externích odkazů.

### Výstavy za umělcova života

#### Samostatné
- 1927 Galerie Le Centaure, Brusel
- 1928 Galerie L'Epoque, Brusel
- 1933 Palais des Beaux-Arts, Brusel (59 obrazů)
- 1936 Julien Levy Gallery, New York
- 1938 London Gallery, Londýn (46 obrazů)
- 1941 Galerie Dietrich, Brusel
- 1941 Galerie Dietrich, Brusel
- 1947 Hugo Gallery, New York

Galerie Lou Cosyn, Brusel
- 1948 Galerie du Faubourg, Paříž (obrazy „kravského stylu“)
- 1953 Galerie L’Obelisco, Řím

Alexandre Iolas Gallery, New York
- 1954 Palais des Beaux-Arts, Brusel (retrospektiva)
- 1965 Museum of Modern Art, New York (retrospektiva)
- 1967 Museum Boymans, Rotterdam
- 2012 Museum of Modern Art, New York (retrospektiva)

Moderna Museet, Stockholm

#### Kolektivní
- 1928 Galerie Camille Goemans, Paříž (se surrealisty)
- 1930 Galerie Camille Goemans, Paříž (koláže)
- 1933 Galerie Pierre, Paříž (se surrealisty)
- 1934 Palais des Beaux-Arts, Brusel (Le Nu dans l'art vivant – Akt v živém umění)
- 1936 New Burlington Galleries, Londýn (International Surrealist Exhibition)

Museum of Modern Art, New York (Fantastic Art, Dada and Surrealismus)
- 1938 Galerie Beaux-Arts, Paříž (Exposition Internationale du Surréalisme)
- 1945 Galerie La Boétie, Brusel (Tableux, dessins, collages objets, photos et textes)
- 1961–1962 putovní po USA (s Yvesem Tanguym)

## Magritte a film
Malíř byl námětem několika dokumentárních filmů. První z nich s názvem Magritte ou La leçon de choses (Magritte neboli lekce předmětu) natočil ještě za jeho života v roce 1960 belgický režisér Luc de Heusch. Další s názvem Monsieur René Magritte je dílem Adriana Mabena a vznikl roku 1978. Zatím poslední, Magritte, le jour et la nuit (Magritte, den a noc), režíroval roku 2009 Henri de Gerlache. V roce 1946 natočil s manželkou a přáteli několik krátkometrážních filmů.

## Recepce Magritta v Čechách
Magrittovo dílo přirozeně nacházelo ohlas mezi českými surrealisty. K Magrittovu vidění světa měl blízko Jindřich Štýrský. Stejně jako belgického malíře i jeho fascinovala postava Fantomase, i on ilustroval Lautréamontovy Zpěvy Maldororovy. S Magrittem má Štýrský společné motivy na některých svých obrazech, jako je např. Sen o rybě nebo Trauma zrození. Na obrazech obou umělců se objevují oko a ucho nikoliv jako orgány vnímání konkrétního jedince, nýbrž prostředky nazírání univerza. Podobně jako Magritte se i Štýrský zabýval relací mezi vizuální představou a slovem, které ji pojmenovává.
Zřejmě z Magrittova obrazu Milenci z roku 1928 vyšel sochař Vincenc Makovský, když v roce 1933 vytvářel plastiku Dívka s děckem. Sedící dívčí postava, symbol Madony, má rouškou zahalenou tvář i vrchní část těla, tak jako je tomu na několika variacích zmíněného Magrittova obrazu.
Magritte rezonoval i v tvorbě Toyen. Například její obraz Nebezpečná hodina (1942), na němž vyrůstá ptačí dravec s lidskýma rukama, patří do myšlenkového okruhu Magrittových obrazů Le Domaine Arnheim z roku 1938, kde toto ptačí monstrum splývá s pohořím. Na Magrittovo dílo navazovali i fotograf Václav Zykmund a v určitém období Mikuláš Medek. K Magrittově tvorbě měl blízký vztah i Karel Teige.